# Formiga
Cet article concerne une ville brésilienne. Pour la footballeuse brésilienne, voir Formiga (football).
 Formiga est une municipalité brésilienne de l'État du Minas Gerais et la microrégion de Formiga.